# Porque la Biblia me lo dice
Porque la Biblia me lo dice (título original, For the Bible tells me so) es un documental dirigido por Daniel G. Karslake sobre la homosexualidad y su conflicto con la religión, así como interpretaciones de distintos pasajes de la Biblia sobre la homosexualidad. También incluye entrevistas con varios grupos de padres religiosos (entre ellos el exlíder por la mayoría de la Cámara de Representantes de Estados Unidos, Dick Gephardt y los padres del obispo Gene Robinson) con respecto a sus experiencias personales sobre criar a un hijo homosexual, así como entrevistas con esos niños, ya adultos. 
La película cuenta con un segmento animado, «¿La homosexualidad es una elección?», dirigido por Powerhouse Animation Studios y narrado por Don LaFontaine.
La película se estrenó en el Festival de Cine de Sundance en 2007.

## Recepción
En la página de crítica Rotten Tomatoes, la película recibió una calificación positiva del 98%, sobre la base de 43 comentarios. Metacritic informó que tuvo una puntuación media de 73 sobre 100, basado en 11 opiniones.
Tras su estreno en competición en el Festival de Cine de Sundance, Porque la Biblia me lo dice llegó a ganar varios premios, incluyendo el prestigioso Premio de Derechos Humanos Katherine Bryan Edwards en el Full Frame Documentary Film Festival, y los premios del público al Mejor Documental en el Seattle International Film Festival, en el Festival Internacional de Cine de Provincetown, en el OUTEST: Gay & Lesbians Film Festival de Los Ángeles, y en el Festival Internacional de Cine de Milwaukee, entre otros.
El 19 de noviembre de 2007, Porque la Biblia me lo dice fue nominado por la Academia de Artes y Ciencias Cinematográficas como uno de los 15 documentales prenominados al Oscar. Sin embargo, no formó parte de la lista final de cinco películas nominadas, que se anunció el 22 de enero de 2008.